# Mick McCarthy
Ne doit pas être confondu avec Mike McCarthy (homonymes).
Michael Joseph McCarthy, né le 7 février 1959 à Barnsley,  est un footballeur international irlandais devenu entraîneur.
Comme défenseur, il compte 57 sélections en équipe d'Irlande entre 1984 et 1992. Il en devient le sélectionneur de 1996 à 2002 puis entre novembre 2018 et avril 2020.

## Biographie

### Carrière d'entraîneur
Il est nommé entraîneur du club de Championship (deuxième division anglaise) Wolverhampton Wanderers en 2006. Il emmène son équipe en Premier League en 2009 et parvient à la maintenir, malgré un effectif modeste, pendant deux années. Il est licencié en février 2012 alors que le club n'est pas en position de relégable. Les Wolves connaîtront après son départ une chute sportive.
Le 1er novembre 2012, il est nommé entraîneur d'Ipswich Town. Il reprend une équipe en déliquescence en position de relégable en Championship. Quelques mois plus tard, Ipswich est en position de se maintenir. Son départ à l'issue de la saison 2017-2018 est confirmé en mars 2018, il quitte cependant le club dès le 10 avril.

## Palmarès joueur

### En club
- Champion d'Écosse en 1988 avec le Celtic Glasgow
- Vainqueur de la Coupe d'Écosse en 1988 et en 1989 avec le Celtic Glasgow

### EnÉquipe d'Irlande
- 57 sélections et 2 buts entre 1984 et 1992
- Participation au Championnat d'Europe des Nations en 1988 (Premier Tour)
- Participation à la Coupe du Monde en 1990 (1/4 de finaliste)

## Palmarès entraîneur
- Champion d'Angleterre de Championship en 2005 avec le Sunderland AFC et en 2009 avec les Wolverhampton Wanderers

## Sources
- (en) Stephen McGarrigle, The Complete who's who of Irish international football : 1945-1996, Edimbourg, Mainstream Publishing, octobre 1996, 237 p. (ISBN 1-85158-894-9), p. 121-122